# Cantón de Décines-Charpieu
El cantón de Décines-Charpieu (en francés canton de Décines-Charpieu) era una división administrativa francesa, que estaba situada en el departamento de Ródano, de la región Ródano-Alpes.
En aplicación del artículo L3611-1 del Código general de las colectividades territoriales francesas, el uno de enero de 2015 Chassieu y Décines-Charpieu, pasaron a formar parte de la Metrópoli de Lyon, y en aplicación del decreto nº 2014-267, el 1 de abril de 2015 la comuna que quedaba, Genas, pasó a formar parte del nuevo cantón de Genas.

## Composición
El cantón estaba formado por tres comunas:
- Chassieu
- Décines-Charpieu
- Genas